# Kosmonaut Nr. 1
Kosmonaut Nr. 1 (Langtitel: Kosmonaut Nr. 1: Der erste Mensch im All, auch: Kosmonaut #1, russisch Космонавт номер один) ist eine vom MDR Fernsehen produzierte fünfteilige Dokumentationsserie zum 60-jährigen Jubiläum des ersten bemannten Raumfluges durch den Kosmonauten Juri Gagarin.
Buch und Regie der deutschen Miniserie führte der Autor Martin Hübner, der sich seit vielen Jahren engagiert der Geschichte der Luft- und Raumfahrt widmet. Vom MDR wurden am 11. April 2021 ab 23:35 Uhr alle fünf Folgen am Stück gesendet.

## Handlung
Die Dokuserie thematisiert die geheime sowjetische Weltraummission und das Leben des ersten Menschen im All. Im Fokus steht Juri Gagarin, vor und nach seinem historischen Flug mit Blick hinter die Kulissen der sowjetischen Weltraummission und der Heldeninszenierung.
Hübner führte zahlreiche Interviews mit Mitarbeitern des sowjetischen Weltraumprogramms. Viele noch lebende oder erst vor kurzem verstorbene Konstrukteure der Wostok-Raumschiffe sowie Teilnehmer aus dem Kosmonauten-Programm kommen zu Wort. Sergej Chruschtschow, Sohn des damaligen Regierungschefs Nikita Chruschtschow, gibt Einblicke in den sowjetischen Machtapparat. Die Dokumentation schildert aber nicht nur den ersten Flug ins All, sondern auch die Probleme Gagarins mit dem daraus folgenden Weltruhm sowie dessen mysteriösen Tod bei einem Flugzeugabsturz wenige Jahre später.

## Hintergrund
Am 12. April 1961 fliegt Juri Gagarin mit der Wostok 1 als erster Mensch in den Weltraum. Die Vorbereitung für den Start in Baikonur verliefen so geheim, dass die Öffentlichkeit erst von dem Flug erfährt, als Gagarin schon unterwegs ist.

## Episodenliste
| Nr. | Originaltitel                 | Erstausstrahlung Deutschland | Regie         | Drehbuch      |
| --- | ----------------------------- | ---------------------------- | ------------- | ------------- |
| 1 | Nur einer kann der Erste sein | 11. Apr. 2021                | Martin Hübner | Martin Hübner |
| Nur einer kann der Erste sein, aber ist er auch der Beste? Die Entscheidung zwischen Juri Gagarin und seinem Konkurrenten wird im Kreml fallen. Wie wird der Mann mit dem Lächeln Kosmonaut Nummer 1?                                           |                               |                              |               |               |
| 2 | Russisch Roulette in Baikonur | 12. Apr. 2021                | Martin Hübner | Martin Hübner |
| Der Flug ist wie ein Ritt auf einer Kanonenkugel mit 28.000 km/h. Der erste Blick eines Menschen aus dem All auf unsere Erde. Aber wird die Rückkehr gelingen? „Genossen, ich brenne!“ sind die letzten Worte, die im Kontrollzentrum ankommen. |                               |                              |               |               |
| 3 | Feuertaufe und Fenstersturz   | 12. Apr. 2021                | Martin Hübner | Martin Hübner |
| Jubelfeiern in den Straßen, Gagarin als erster sowjetischer Pop-Star auf Welttournee! Dann bringt er mit einer „Affäre“ einen ganzen Parteitag durcheinander und Moskau plant schon den nächsten kosmischen Paukenschlag.                       |                               |                              |               |               |
| 4 | Walja, Wodka und Woschod      | 12. Apr. 2021                | Martin Hübner | Martin Hübner |
| Moskau im Kosmosfieber. Tausende Freiwillige wollen ins All, auch Frauen. Gagarin hilft, Walentina Tereschkowa zur Kosmonautin Nr. 1 zu machen. Bald darauf ein Machtwechsel im Kreml und die bange Frage, wie geht es weiter?                  |                               |                              |               |               |
| 5 | Träume und Tragödien          | 12. Apr. 2021                | Martin Hübner | Martin Hübner |
| Harte Schicksalsschläge folgen einander. Chefkonstrukteur Koroljow stirbt, Komarow verunglückt tödlich mit der Sojus 1. Und als Gagarin im März 1968 in eine MiG-15 steigt, ahnt er nicht, dass auch er zum letzten Mal abheben wird.           |                               |                              |               |               |